# Eidsivating

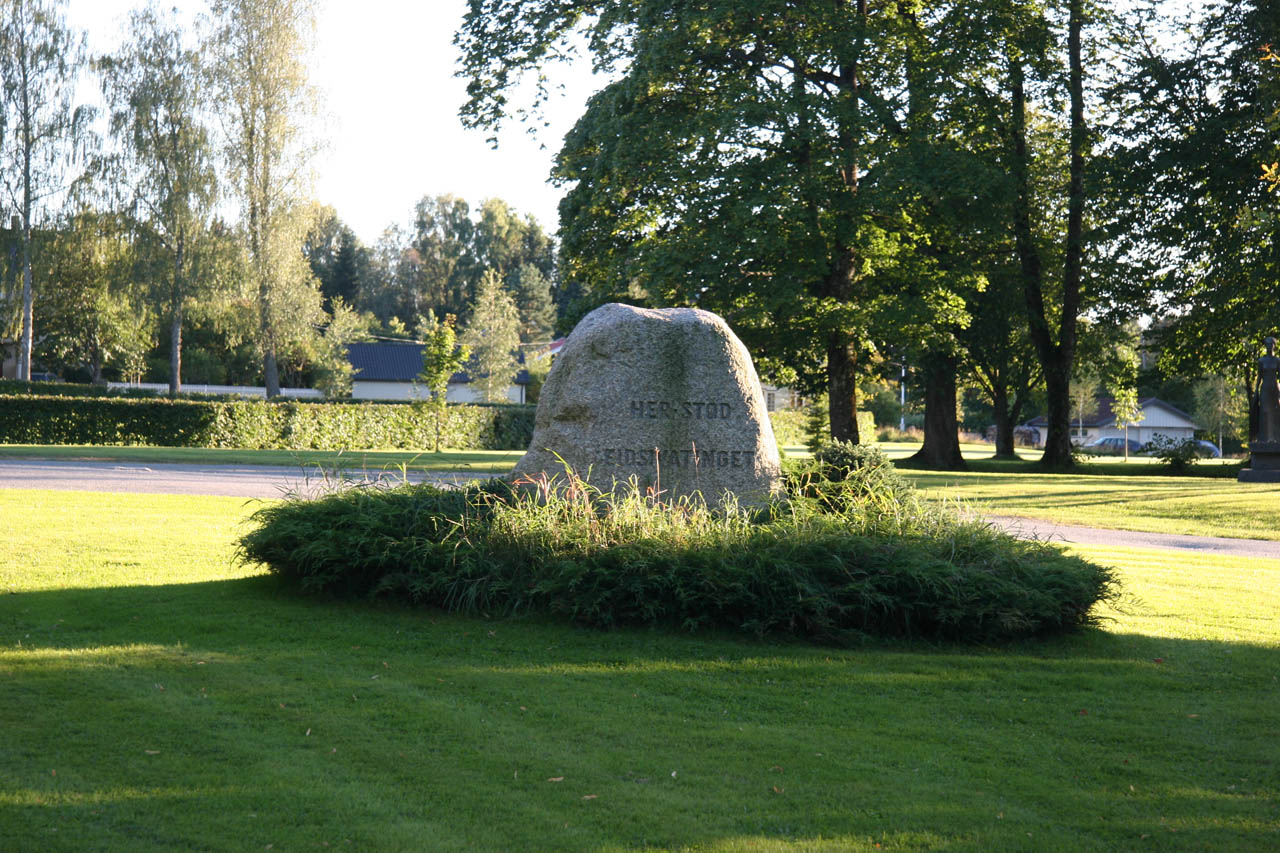
Monumento al Eidsivating donde supuestamente se celebraba la asamblea histórica.

Eidsivating o Eidsivathing (nórdico antiguo: Eidsivaþing) fue una de las más populares asambleas de hombres libres (thing) de Noruega durante la Edad Media. Históricamente era la asamblea para las regiones orientales de Noruega.
Eidsivating era la corte de justicia de referencia para los habitantes de la región del lago de Mjøsa. El lugar para las sesiones estaba tradicionalmente emplazado en Åker gård, la capital de Vang en el condado de Hedmark. Cuando Noruega fue unificado como reino, los primeros lagting fueron constituidos como asambleas regionales superiores, entre ellas se encontraba Eidsivating. Eran asambleas representativas donde los delegados de los distritos se reunían para tratar asuntos legales (Eidsivatingloven). Más tarde, durante el reinado de Olaf II el Santo, la asamblea se trasladó a Eidsvold.
Las antiguas asambleas regionales Frostating, Gulating y Eidsivating, se unieron de forma eventual en una jurisdicción única. Magnus VI de Noruega ordenó disponer de las leyes orales por escrito durante su reinado, entre 1263 y 1280. La compilación del códice Gulating (Gulatingsloven) en todo el reino fue algo excepcional para su tiempo. El códice se mantuvo vigente hasta que Federico III de Dinamarca, promulgó la monarquía absolutista en 1660. Peder Schumacher Griffenfeld preparó el documento que posteriormente formaría la ley real (Kongeloven) fechada el 14 de noviembre de 1665, que funcionó como constitución de Noruega de la unión de Dinamarca y Noruega hasta 1814.